# 謝美惠
謝美惠，中華民國（台灣）政治人物，曾代表中國國民黨在台灣省第一選區（北基宜）當選為第一屆第四、五次增額立法委員，復於台灣省第一選區（台北縣）連任為第一屆第六次增額立法委員，現任欣泰石油氣公司董事長。